# Albert Tournaire
Joseph Albert Tournaire (Nizza, 11 marzo 1862 – Parigi, 11 gennaio 1958) è stato un architetto francese.

## Biografia
Joseph Albert Tournaire studiò al liceo di Nizza, diplomandosi nel 1877. Entrò poi all'École nationale supérieure des beaux-arts dove fu allievo di Louis-Jules André. 
Nel 1882, a vent'anni, l'anno prima di diplomarsi, fu primo premio al concorso di architettura del Salon. Nel 1888 ottenne il primo posto al Prix de Rome, sezione architettura, divenendo così pensionnaire di Villa Medici per quattro anni.
Nel 1893 Tournaire fu inviato in missione in Grecia, prima ad Atene, per collaborare al restauro del Monumento coregico di Lisicrate patrocinato dall'École française di Atene, poi a Delfi, dove l'École, sotto la guida di Homolle, aveva aperto in convenzione esclusiva con il re Giorgio I di Grecia, gli scavi nel sito del santuario. Qui Tournaire fece rilievi e ricostruzioni grafiche del santuario di Apollo.
Suoi disegni furono esposti all'Esposizione di Parigi del 1900, dove ottenne una medaglia d'oro, e nel 1901  ottenne la medaglia d'onore per il restauro del temenos di Delfi.
Tornato in Francia nel 1896, intraprese una brillante carriera da architetto dirigente della municipalità di Parigi e del dipartimento della Senna (1897-1931) con varie funzioni tra cui quella di capo architetto e supervisore dei lavori per l'Esposizione coloniale del 1931. Contestualmente fu insegnante all'École des beaux-arts ed esercitò anche la professione. 
Nel 1919 fu eletto membro dell'Académie des beaux-arts, di cui fu anche presidente  nel 1932. Fu pure presidente della Société des Artistes Français, nel 1939, e decorato come grande ufficiale della Legion d'onore nel 1947.

## Opere (parziale)
- Palazzo e padiglioni dell'Esposizione di Bordeaux (1895 e 1907)
- Hôtel Winter-Palace di Mentone (1901)
- Villa Arnaga a Cambo-les-Bains, costruita per Edmond Rostand e attualmente sede del Museo Edmond Rostand (1903)
- Primo Museo archeologico di Delfi (1903)
- Palazzo della Cassa di risparmio di Marsiglia (1904).
- Istituto dei sordomuti di Asnières-sur-Seine (1905)
- Monumento eretto dalla città di Nizza alla memoria del presidente Carnot (1910, perduto).

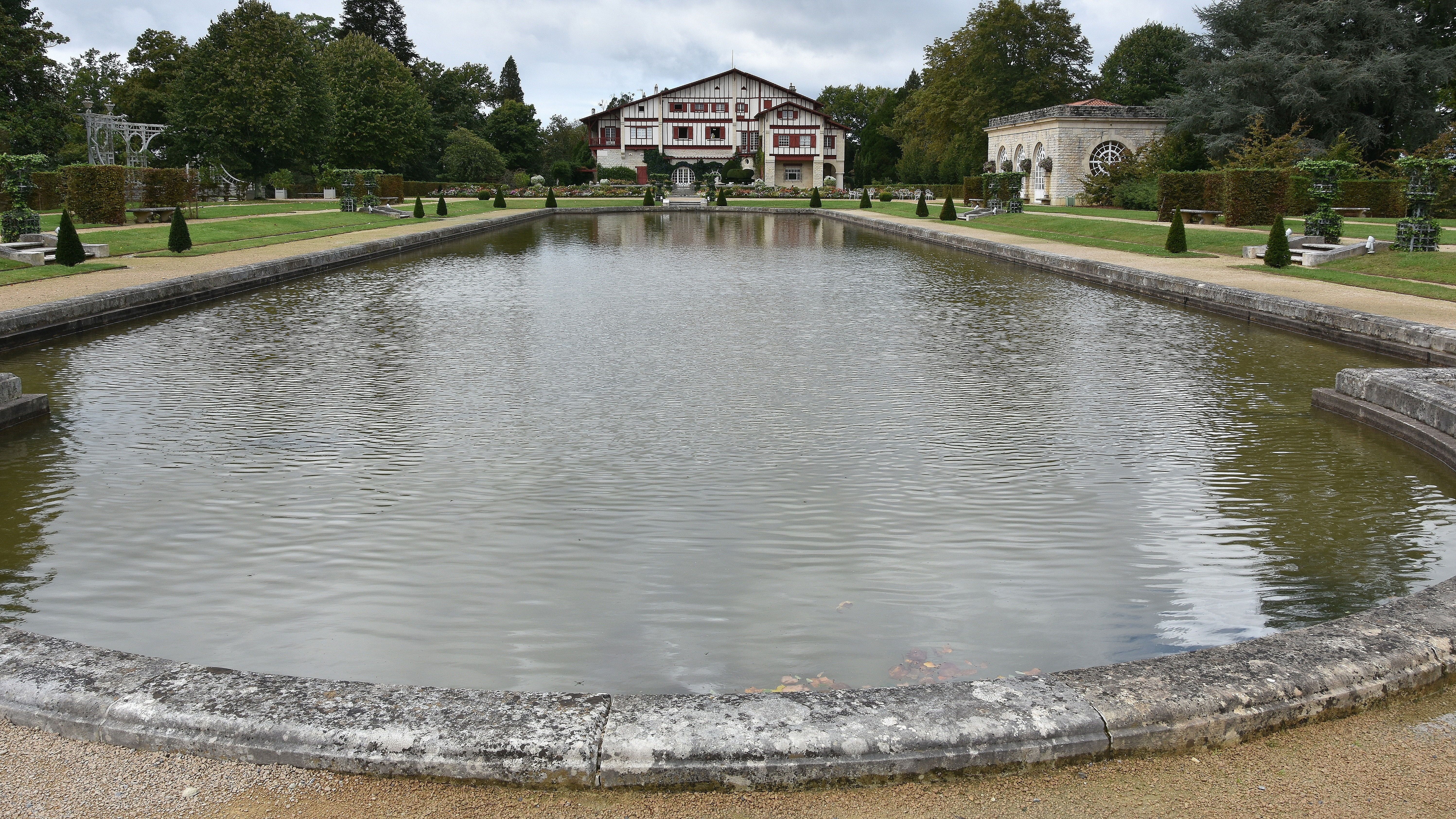
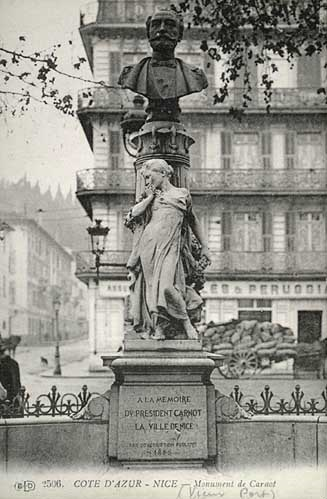